# Arenaria tomentosa
Arenaria tomentosa är en nejlikväxtart som beskrevs av Heinrich Moritz Willkomm. Arenaria tomentosa ingår i släktet narvar, och familjen nejlikväxter. Inga underarter finns listade i Catalogue of Life.